# Ocker Gevaerts

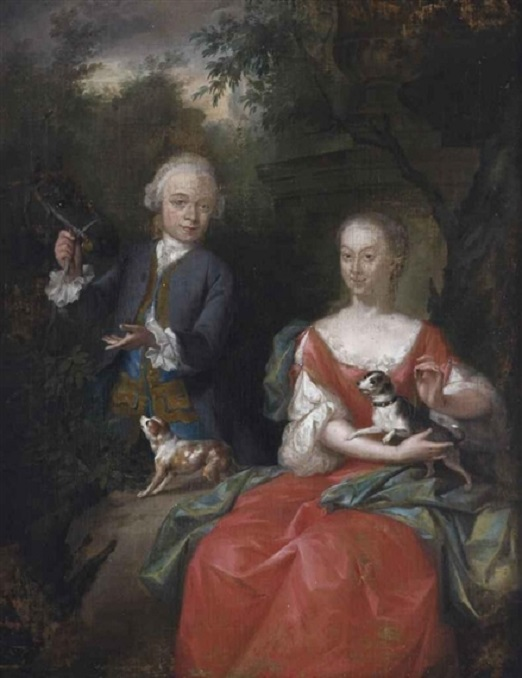
Ocker Gevaerts (1735-1807) en zijn zuster Johanna (1733-1779, door Aart Schouman

Mr. Ocker Gevaerts, heer van Geervliet, Simonshaven en Biert (Dordrecht, 12 maart 1735 - aldaar, 21 april 1807) was een Nederlands patriot en burgemeester van Dordrecht.
Gevaerts was lid van het geslacht Gevaerts en een zoon van mr. Paulus Gevaerts (1697-1770), ook burgemeester van Dordrecht, en van diens tweede echtgenote Alida Vivien (1706-1738). Door huwelijken van zijn zusters was hij een zwager van Jacob van der Heim (1727-1799) en van Hendrik Carel van Nassau-LaLecq (1696-1781).

## Loopbaan
Op 7 juli 1755 promoveerde Gevaerts aan de Universiteit te Leiden waar hij rechten studeerde. In 1757 werd hij lid van de Dordtse achtraad, nadien lid van de oud-raad (1761), vanaf 1762 schepen. Vanaf 1764 wordt hij enkele malen genoemd als weesmeester en vanaf 1766 veertigraad. Naast hem was veertigraad mr. Gerard Beelaerts (1710-1790); hij was een broer van zijn stiefmoeder Susanna Adriana Beelaerts (1707-1786) met wie zijn vader in 1751 was hertrouwd.
Namens Dordrecht is hij in 1771 bewindhebber van de Vereenigde Oostindische Compagnie. Twaalf jaar later werd hij namens Dordrecht lid van de Rotterdamse Kamer van de Directie van de Levantse handel en de Navigatie op de Middellandse Zee. In 1783 en 1784 wordt hij burgemeester van Dordrecht, tevens gedeputeerde in de Staten van Holland en West-Friesland. In het oprichtingsjaar (1783) van de Dordtse patriottische exercitiegenootschap De Vrijheid werd hij evenals zijn beide zoons Paulus en Johan lid.
Op 1 maart 1784 werd Gevaerts door de Staten-Generaal van de Nederlanden samen met de Haarlemse vroedschap Willem Anne Lestevenon van Berkenrode (1750-1830) benoemd tot gevolmachtigde om met de Oostenrijkse keizer Jozef II van het Heilige Roomse Rijk (1741-1790) enkele geschillen te regelen. Voor deze eer bedankte hij echter.
Toen hij in maart 1786 als Statenlid met de daadkrachtige Dordtse pensionaris Cornelis de Gijselaar (1751-1815) in zijn koets door de stadhouderspoort van het Binnenhof reed werd dit door de Prinsgezinden als een provocatie opgevat.
Vanaf 1791 tot 1805 was hij provoost. In 1795, kort na de Bataafse Revolutie, werd hij lid van de Dordtse municipaliteit en zat van 1803 tot 1806 in de raad van de stad.

## Huwelijk en kinderen
Hij trouwde in 1762 met Hendrika Françoise Braet (1745-1777), dochter van mr. Adriaan Jacobsz Braet, heer van Geervliet, Simonshaven en Biert (1689-1747), burgemeester van Dordrecht; via erfenis kwamen de drie heerlijkheden in bezit van de familie Gevaerts wat ze nog steeds zijn. Hij trouwde in 1782 met Catharina Dekker (1752-1798).
Uit zijn eerste huwelijk zijn twaalf kinderen geboren, onder wie:
- Jhr. Paulus Gevaerts, heer van Geervliet, enz. (1763-1836), secretaris van Dordrecht, lid Provinciale Staten en dijkgraaf; in 1815 verheven in de Nederlandse adel
- Adriana Alida Gevaerts (1769-1858), zij trouwde met jhr. mr. Johan Repelaer van Molenaarsgraaf (1760-1835), lid van de Tweede Kamer der Staten-Generaal
- Jhr. mr. Leonard Robert Gevaerts (1774-1864), onder andere lid van de raad van Dordrecht, staatsraad i.b.d., in 1815 samen met een van zijn broers verheven in de Nederlandse adel; hij trouwde in 1819 met Anna Margaretha Johanna van Haren (1779-1838), dochter van Duco van Haren (1747-1801)
- Cornelia Gevaerts (1775-1851); zij trouwde in 1799 met Arnold Willem Nicolaas van Tets van Goudriaan (1771-1837)

Uit zijn tweede huwelijk werd geboren: 
- Hendrica Françoise Gevaerts (1788-1833); zij trouwde met jhr. mr. Cornelis Ocker Rees van Tets (1786-1856), lid van de raad van Dordrecht

- Biografisch Portaal: 34754217
- Digitale Bibliotheek voor de Nederlandse Letteren: geva005
- International Standard Name Identifier: 0000 0003 9647 2450
- Nederlandse Thesaurus van Auteursnamen: 070048665
- Virtual International Authority File: 291353105